# Ottó Varga

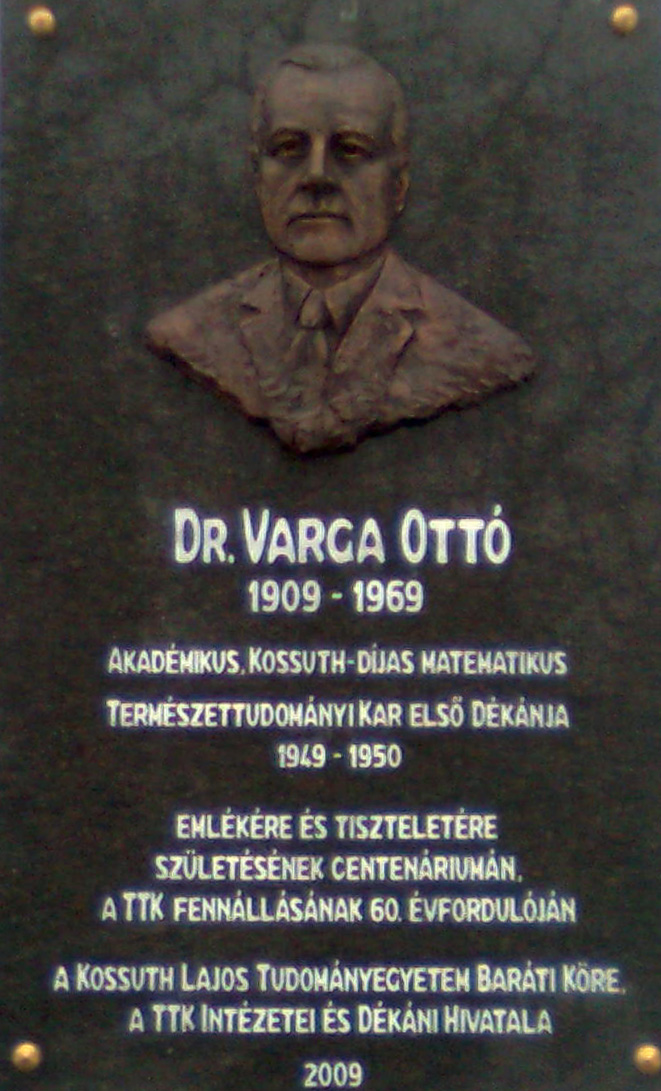
Gedenktafel für Ottó Varga bei der Universität Debrecen

Ottó Varga (* 22. November 1909 in Szepetnek, Königreich Ungarn; † 14. Juni 1969 in Budapest) war ein ungarischer Mathematiker.

## Leben und Laufbahn
Die Familie von Ottó Varga wechselte, als Varga noch im Kindesalter war, den Wohnsitz und Varga erlebte seine Jugendzeit in Poprad. Im nahegelegenen Kesmark besuchte er die Volksschule.
Er begann ein Architekturstudium an der Technischen Universität Wien, wechselte dann jedoch im Jahre 1928 nach Prag, wo er sowohl an der Karls-Universität als auch an der Technischen Universität seine Studien fortsetzte.
Im Jahre 1933 erhielt Varga das Lehrer-Diplom in den Fächern Mathematik und Physik und promovierte noch im selben Jahr mit einer Dissertation über Finsler-Räume unter der Anleitung von Ludwig Berwald zum Dr. phil.
Im Studienjahr 1934/35 setzte Varga unter Wilhelm Blaschke an der Universität Hamburg seine Studien fort. Er kehrte 1936 nach Prag zurück und habilitierte sich dort im Jahr 1937. Nach der Besetzung der Tschechoslowakei wechselte er im Jahre 1941 zurück nach Ungarn, zunächst nach Kolozsvár und dann im Jahre 1942 nach Debrecen.
Von 1958 bis 1967 war Varga Professor an der Technischen Universität Budapest und arbeitet im Anschluss daran bis zu seinem Tode am mathematischen Forschungsinstitut der Ungarischen Akademie der Wissenschaften.
Ottó Varga beherrschte mehrere Sprachen und sprach insbesondere perfekt Deutsch und Tschechisch. Seine wissenschaftlichen Publikationen sind fast ausschließlich in deutscher Sprache verfasst.
Er verstarb 1969 infolge eines Herzleidens.

## Wissenschaftliche Leistungen
Ottó Varga befasste sich in der Hauptsache mit Geometrie, nicht zuletzt mit Integral- und Differenzialgeometrie sowie mit nichteuklidischer Geometrie, und arbeitete im Besonderen über die Analogien zwischen riemannscher und finslerscher Geometrie. Hier leistete er Pionierarbeit. Varga war Autor beziehungsweise Koautor von 57 wissenschaftlichen Arbeiten.
Zu Vargas Schülern zählen Gyula Soós, Miklós Farkas, Arthur Moór und János Szenthe.
Zusammen mit Alfréd Rényi und Tibor Szele begründete er die Publicationes Mathematicae Debrecen.

## Ehrungen
Ottó Varga erhielt 1944 den Gyula-Kőnig-Preis und wurde 1952 mit dem Kossuth-Preis geehrt. 1950 wählte ihn die Ungarische Akademie der Wissenschaften zum korrespondierenden Mitglied und 1965 zum ordentlichen Mitglied.